# Physostigma coriaceum
Physostigma coriaceum là một loài thực vật có hoa trong họ Đậu. Loài này được Merxm. miêu tả khoa học đầu tiên.